# Сельское поселение «Аргунское»
Се́льское поселе́ние «Аргунское» — муниципальное образование в Нерчинско-Заводском районе Забайкальского края Российской Федерации.
Административный центр — село Аргунск.

## История
Статус и границы сельского поселения установлены Законом Читинской области от 19 мая 2004 года «Об установлении границ, наименований вновь образованных муниципальных образований и наделении их статусом сельского, городского поселения в Читинской области».

## Население
| 2010 | 2011 | 2012 | 2013 | 2014 | 2015 | 2016 |
| ---- | ---- | ---- | ---- | ---- | ---- | ---- |
| 804  | ↘803 | ↘792 | ↘774 | ↘756 | ↘747 | ↗883 |
| 2017 | 2018 | 2019 | 2020 | 2021 |      |      |
| →883 | ↘878 | ↘866 | ↘860 | ↘646 |      |      |

## Состав сельского поселения
| № | Населённый пункт | Тип населённого пункта       | Население |
| - | ---------------- | ---------------------------- | --------- |
| 1 | Аргунск          | село, административный центр | ↘416      |
| 2 | Домасово         | село                         | ↘144      |
| 3 | Ишага            | село                         | ↘146      |
| 4 | Средняя          | село                         | ↘136      |